# Santa Cruz (Aruba)
Santa Cruz is een regio en plaats op het eiland Aruba. Het dorp ligt zowat in het midden van Aruba, ten zuidoosten van de Hooiberg en op een kleine 5 kilometer afstand van de hoofdstad Oranjestad.

## Geschiedenis
Blijkens archeologisch onderzoek was Santa Cruz tijdens de ceramische periode de grootste vestigingsplaats op Aruba.

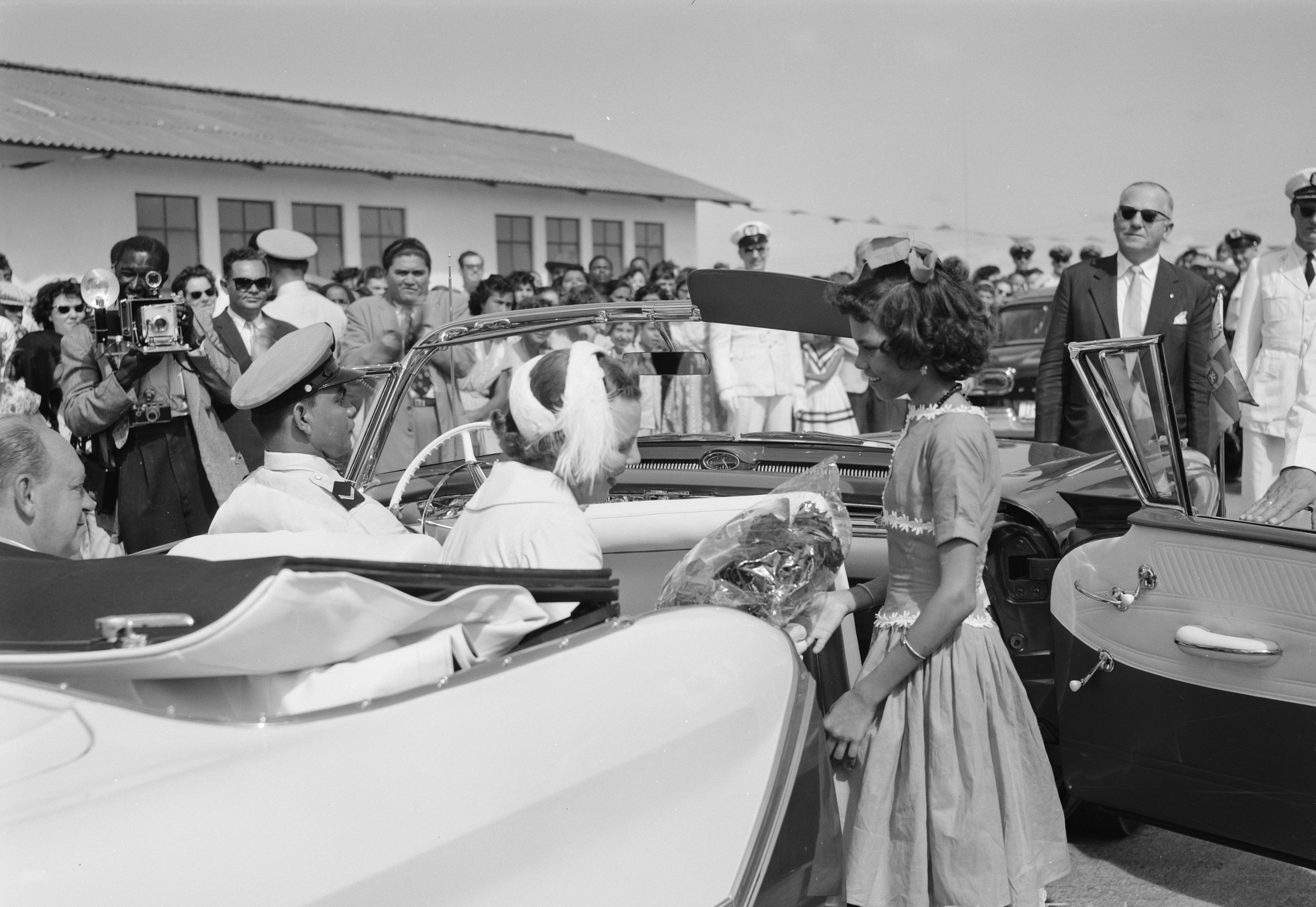
Prinses Beatrix op bezoek op Aruba Een meisje biedt bloemen aan te Santa Cruz

## Geboren
- Gilberto Croes, politicus
- Calvin Maduro, honkballer
- Laura Wernet-Paskel, eerste politica op Aruba

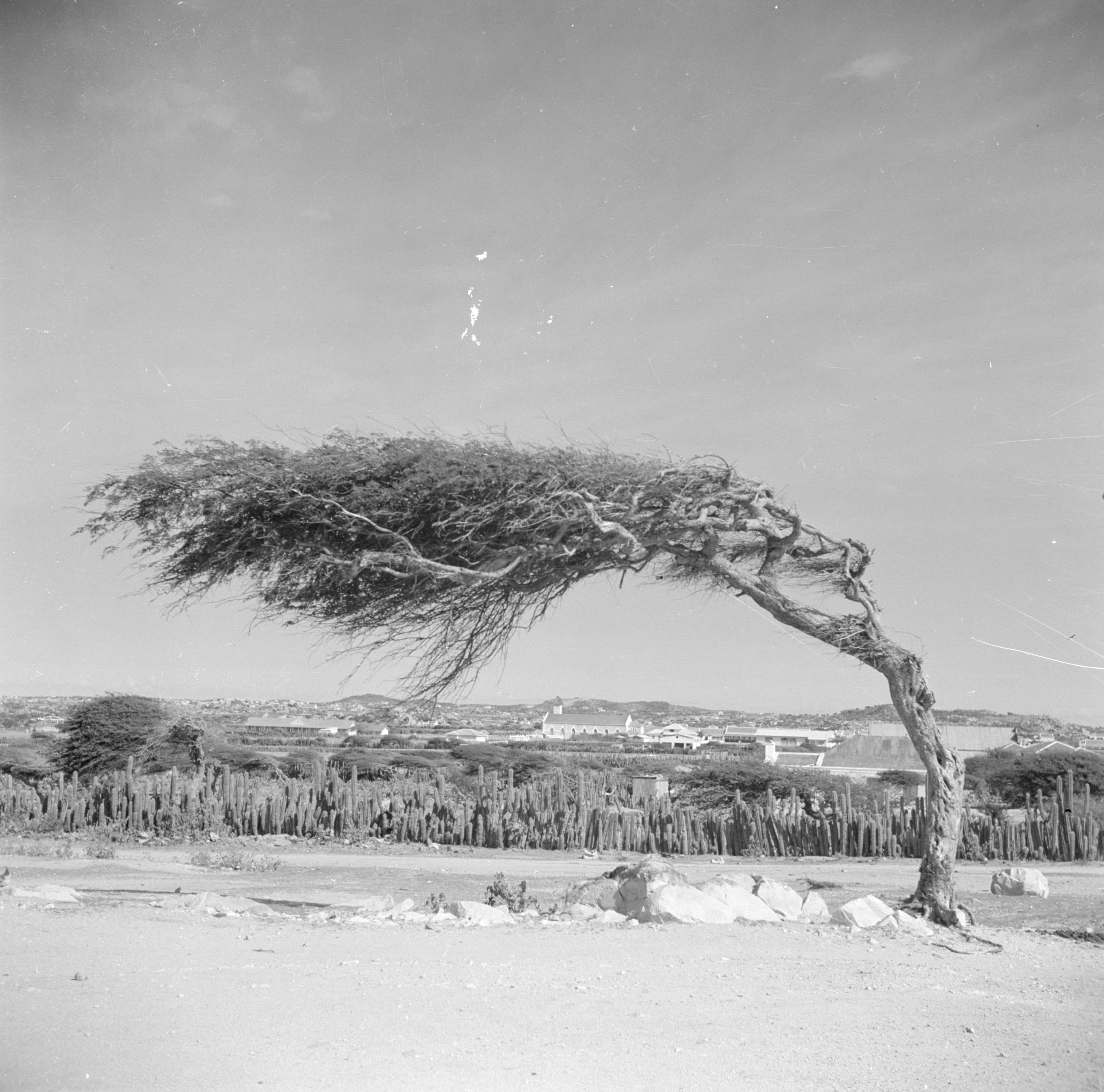
Divi-diviboom op Aruba bij Santa Cruz